# Maciej Chojnacki
Maciej Chojnacki (ur. 16 grudnia 1942 w Częstochowie, zm. 21 stycznia 2024) – polski koszykarz, reprezentant Polski, brązowy medalista mistrzostw Europy (1967), występujący na pozycji skrzydłowego (193 cm wzrostu).

## Kariera sportowa
Był zawodnikiem Lecha Poznań, w jego barwach debiutował w I lidze w sezonie 1961/1962 i występował do sezonu 1972/1973 włącznie (najlepsze miejsce: piąte w 1965, 1970, 1972 i 1973). W latach 1973–1976 był zawodnikiem belgijskiej drużyny Waterloo, a w sezonie 1976/1977 grał krótko w II-ligowej Polonii Leszno. Następnie był przez półtora sezonu asystentem Wiktora Haglauera w Lechu Poznań,
W reprezentacji Polski debiutował w 1965, a jego największym sukcesem w karierze był brązowy medal mistrzostw Europy w 1967. W biało-czerwonych barwach występował do 1969, łącznie w 40 spotkaniach.
Został pochowany 1 lutego 2024 na cmentarzu junikowskim w Poznaniu.

## Odznaczenie
- Brązowy Medal za Wybitne Osiągnięcia Sportowe (1967)[3]